# Angelo Genuin
Angelo Genuin (Falcade, 21 ottobre 1939) è un ex fondista italiano.

## Biografia
Nato nel 1939 a Falcade, in provincia di Belluno, è padre di Magda Genuin, anche lei fondista, partecipante alle Olimpiadi di Salt Lake City 2002, Torino 2006 e Vancouver 2010.
A 24 anni ha partecipato ai Giochi olimpici di Innsbruck 1964, non terminando la gara dei 50 km.